# Panamerikanische Spiele 2015/Leichtathletik – 1500 m der Frauen

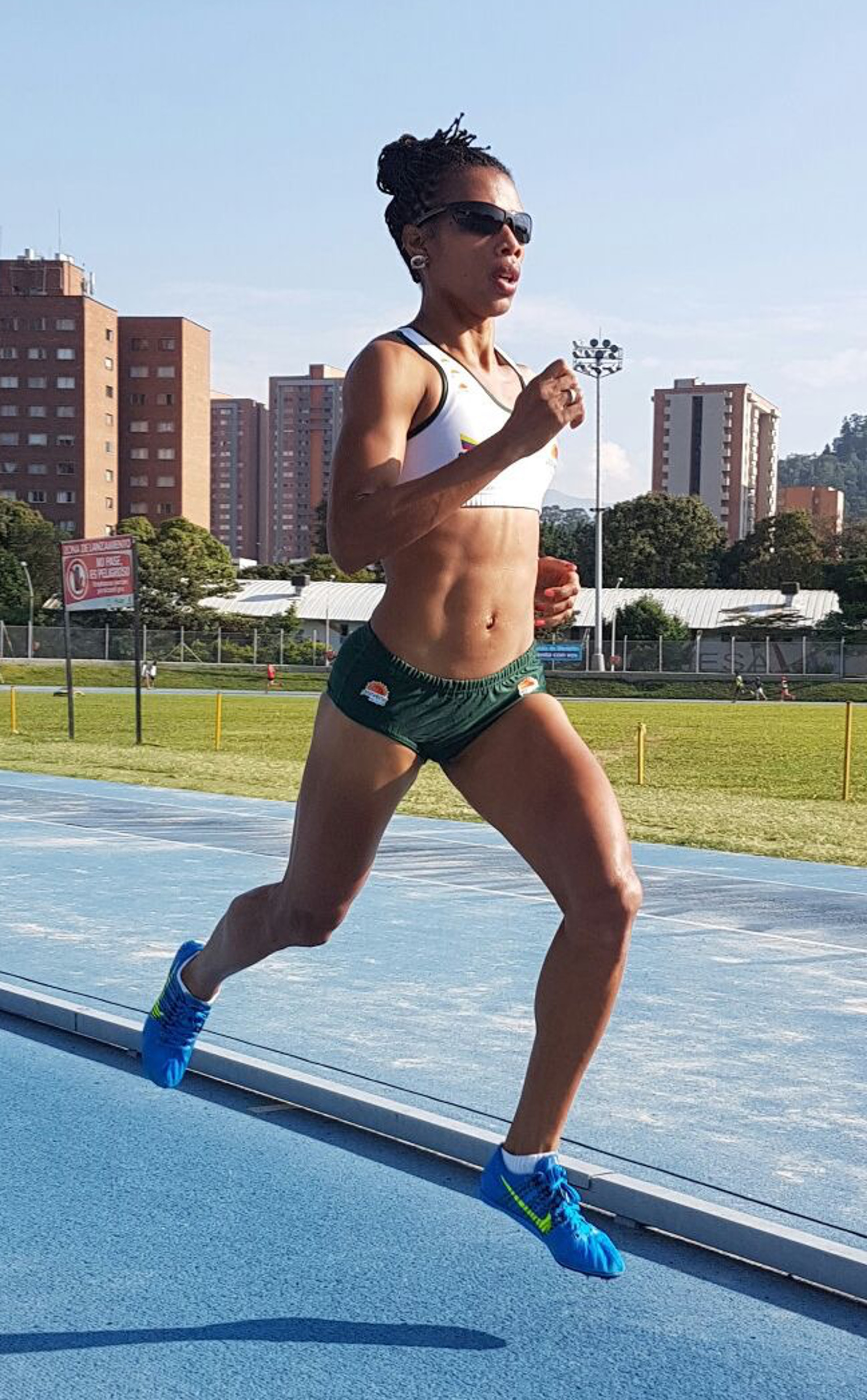
Die Siegerin Muriel Coneo (2017)

Der 1500-Meter-Lauf der Frauen bei den Panamerikanischen Spielen 2015 fand am 25. Juli im CIBC Pan Am und Parapan Am Athletics Stadium in Toronto statt.
Zwölf Läuferinnen aus neun Ländern nahmen an den Lauf teil. Die Goldmedaille gewann Muriel Coneo nach 4:09,05 min, Silber ging an Nicole Sifuentes mit 4:09,13 min und die Bronzemedaille gewann Sasha Gollish mit 4:10,11 min.

## Rekorde
Vor dem Wettbewerb galten folgende Rekorde:
| Weltrekord        | Qu Yunxia   | 3:50,46 min | Peking, Volksrepublik China                      | 11. September 1993 |
| Rekord der Spiele | Mary Decker | 4:05,70 min | Panamerikanische Spiele in San Juan, Puerto Rico | 13. Juli 1979      |

## Ergebnis
25. Juli 2015, 19:00 Uhr
| Platz | Athletin            | Land               | Zeit (min) |
| ----- | ------------------- | ------------------ | ---------- |
|       | Muriel Coneo        | Kolumbien          | 4:09,05 NR |
|       | Nicole Sifuentes    | Kanada             | 4:09,13    |
|       | Sasha Gollish       | Kanada             | 4:10,11    |
| 4     | Cory McGee          | Vereinigte Staaten | 4:11,12    |
| 5     | Flávia de Lima      | Brasilien          | 4:16,53    |
| 6     | Arletis Thaureaux   | Kuba               | 4:19,60 PB |
| 7     | Cristina Guevara    | Mexiko             | 4:20,40 SB |
| 8     | Andrea Ferris       | Panama             | 4:23,96 SB |
| 9     | Maria Osorio        | Venezuela          | 4:24,45    |
| 10    | Kleidiane Jardim    | Brasilien          | 4:24,86    |
| 11    | María Pía Fernández | Uruguay            | 4:27,17    |
|       | Adriana Muñoz       | Kuba               | DNF        |